# Восковая табличка

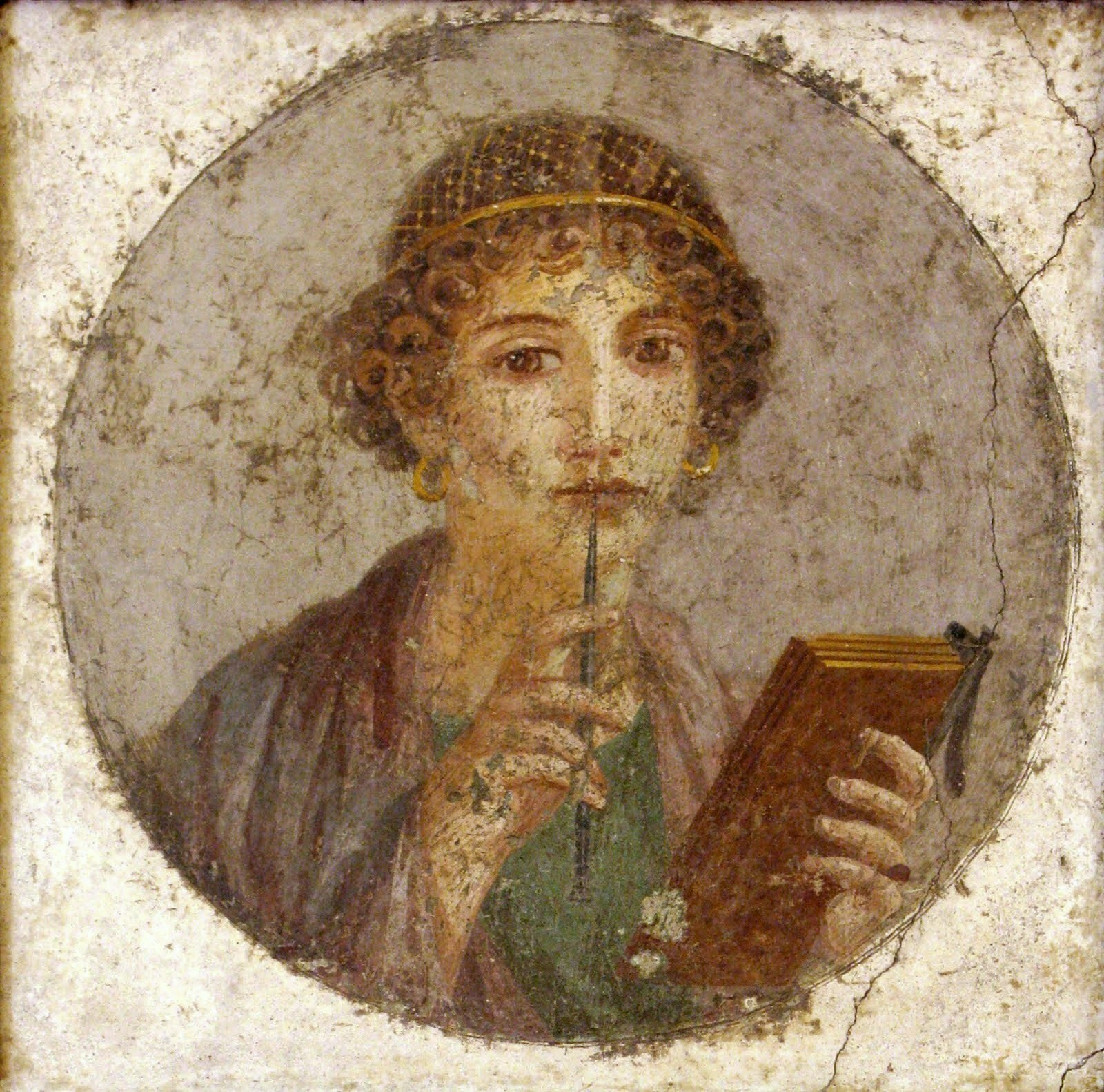
Помпейская фреска из «Дома Либания», так называемая «Поэтесса» (или «Сапфо»). В руках у девушки стилус и полиптих. Национальный археологический музей Неаполя

Воскова́я табли́чка (це́ра от лат. tabula cerata; греч. κηρωμένη πινακίδα) — дощечка из твёрдого материала (самшит, бук, кость) с выдолбленным углублением, куда заливался тёмный воск. На дощечке писали, нанося на воск знаки острой металлической, деревянной либо костяной палочкой — стилусом (др.-греч. στῦλος, лат. stilus). В случае необходимости надписи можно было стереть, загладить, и воспользоваться дощечкой многократно. Восковые таблички служили для ежедневных записей, напоминали о делах, о долгах и обязательствах, служили черновиком текстов, которые затем переносились на папирус и пергамент. Запечатанные таблички применялись для составления завещаний, передачи секретных распоряжений начальствующих лиц, разнообразных заявлений, расписок и даже доносов. Древнейшая археологическая находка цер относится к VII веку до н. э. (Этрурия). В качестве предмета повседневного обихода в Европе восковые таблички использовались почти до середины XIX века.

## Использование

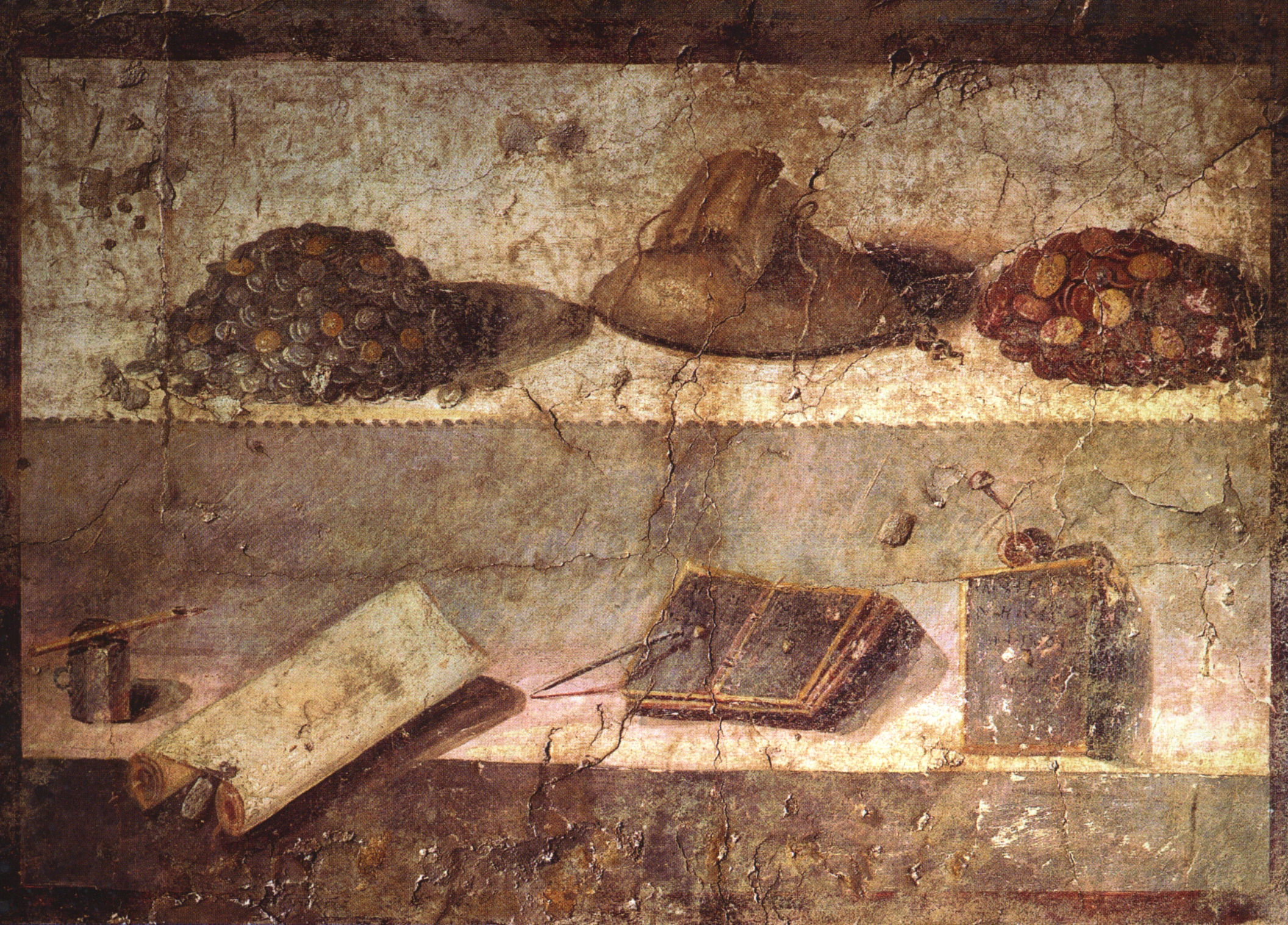
Деталь помпейской фрески, изображающей принадлежности для письма: папирусный свиток, калям с чернильницей, церы и стило

Самая древняя восковая табличка, вырезанная из слоновой кости, была открыта при раскопках на территории античной Этрурии в Марсилиано. Археологи датировали её началом VII века до н. э. По краю её начертан греческий алфавит в архаической форме: знаки написаны справа налево; это аналог античных и средневековых «школьных тетрадей», известных по другим находкам более позднего времени. Обычно таблички изготавливали из бука, дуба и других твёрдых пород деревьев. Края табличек были приподняты, до их уровня заливался расплавленный воск: его разглаживали трапециевидным скребком. По застывшему воску писали продолговатым металлическим или костяным стержнем: один конец его был заострён, другой оканчивался лопаточкой. Если запись чем-то не удовлетворяла пишущего или в ней миновала надобность, воск заглаживали лопаточкой, после чего писали вновь по этой же табличке. Стержень этот у римлян назывался стилем (откуда ведёт начало не только соответствующий термин, но и разновидность кинжала).
Гораций советовал начинающим авторам «чаще оборачивать стиль» (Сатиры, I, 10, 72), это выражение стало нарицательным, получив значение «редактировать», «исправлять». В «Латинской антологии» (I, 286) имеются стихи о стиле:

Плоский вверху, меняю я вид, устремляяся книзу,

Той и другой стороной обращаюсь для службы различной:

Верхняя часть отменяет всё то, что содеяно нижней.— Пер. В. Г. Боруховича
Римский теоретик ораторского искусства Квинтилиан наставлял начинающих ораторов писать только на восковых табличках — на них очень легко стирать написанное (X, 3, 31). Церы служили и для переписки, когда адресат, стерев написанное, тут же писал свой ответ. Живший во второй половине I в. до н. э. римский поэт Проперций в одной из своих элегий (III, 22) сожалел о пропаже табличек, так часто курсировавших между ним и его возлюбленной.

## Античность

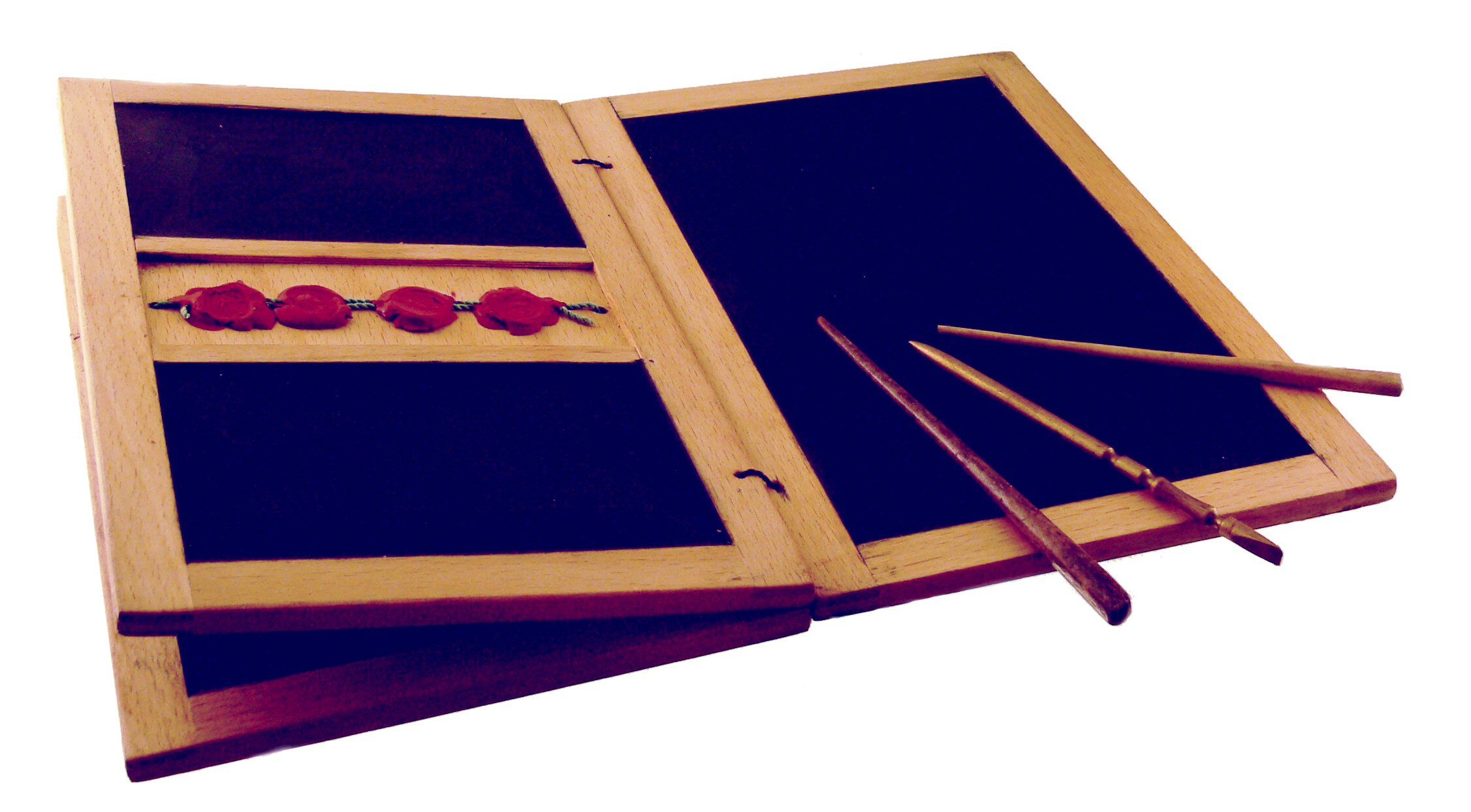
Современная реплика триптиха и стилосов

Древние греки называли покрытую воском табличку дельтой (греч. δέλτος), — вероятно, потому, что в глубокой древности они имели треугольную или трапециевидную форму. Края табличек просверливались, в отверстия продевались шнурки (или ремешки, кольца), соединявшие вместе две или большее число табличек. Две связанные вместе таблички назывались диптихом, три — триптихом, четыре и более — полиптихом. Диптих упоминался Геродотом в рассказе о хитрости царя спартанцев Демарата (VII, 239). Чтобы передать согражданам планы персидского царя Ксеркса, Демарат соскоблил с диптиха («дельтион диптихон») воск, написал письмо на поверхности самого дерева, а затем покрыл всю запись воском. Чистые восковые таблички не вызывали подозрений: это был обычный предмет обихода грамотного человека.
В богатых римских домах хранились архивы восковых табличек, для которых служило специальное помещение — таблинум (от лат. tabula — «табличка»). Такие архивы описывал Плиний Старший в своей «Естественной истории» (XXXV, 7), но использовал для цер термин «кодекс», который потом перешёл на пергаментную книгу современного вида. Знатные и богатые люди предпочитали использовать роскошные таблички, чаще из слоновой кости, иногда они отделывались золотом, а наружная сторона могла иметь высокохудожественные изображения. Существовал обычай, согласно которому римские консулы дарили такие таблички знакомым и друзьям на новый год. На таких же табличках деловые люди и политики набрасывали черновики документов и писем, а затем надиктовывали профессиональным писцам-либралиям. По сообщению Цицерона, Цезарь имел при себе семерых писцов (Pro Sulla, 14).
На табличках писали обыкновенно курсивом, если только владелец цер не был школьником, обучавшимся каллиграфии. Долгое время курсив был нечитаемым для учёных-антиковедов, и был расшифрован на рубеже XVIII—XIX веков Иоганном Массманом на материале табличек, обнаруженных в золотых рудниках Трансильвании — римской Дакии. Они были датированы 131—167 годами. Опубликованы были результаты работы в 1840 году в Лейпциге.

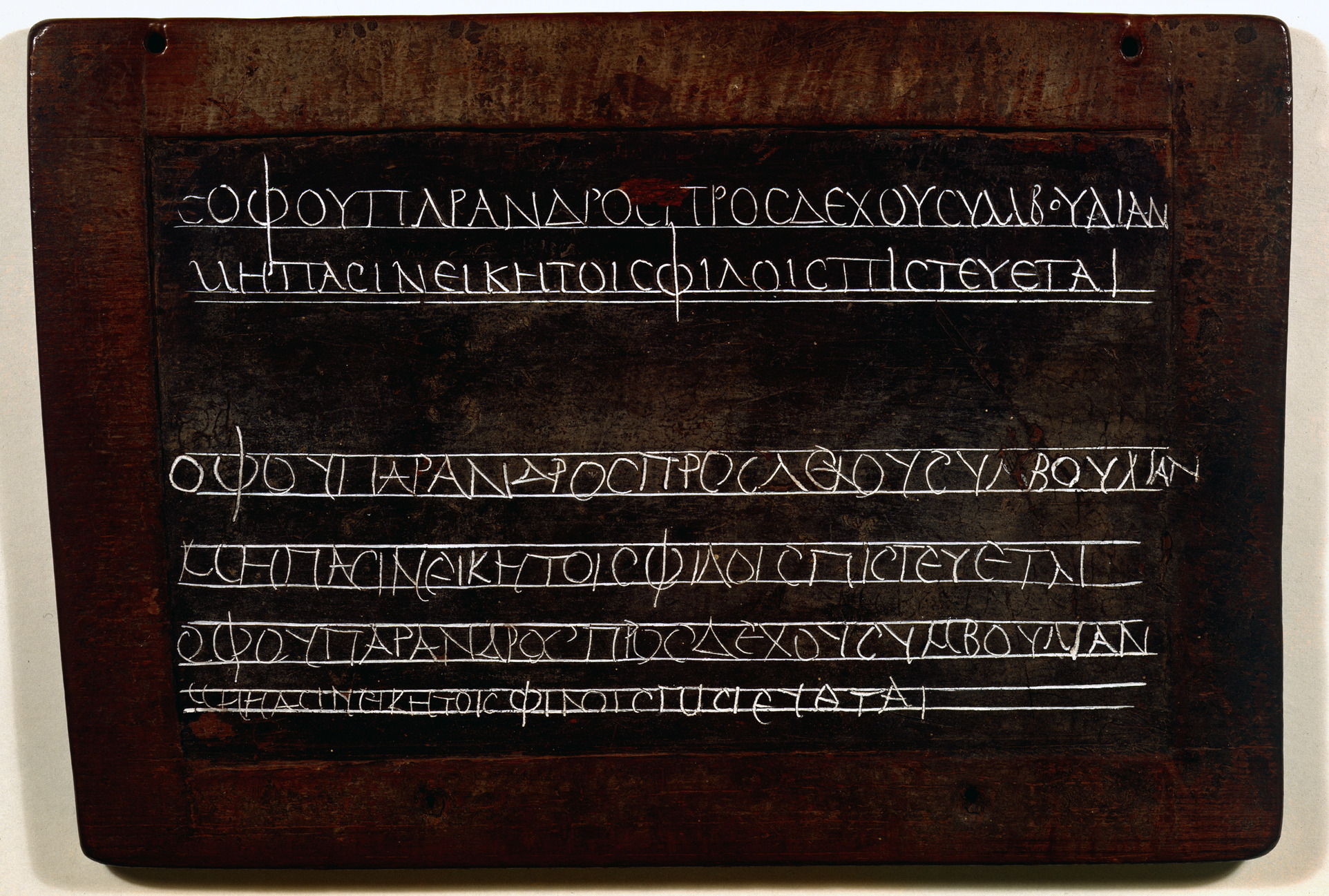
Восковая табличка из античной школы с образцом для переписывания. Приведены две строки Менандра. II век? Британская библиотека

Наиболее значительными по объёму археологические находки были совершены в период второй половины XIX — начала XX века. Например, в 1881 году голландский учёный Конинг подарил Лейденскому университету 7 табличек, образующих полиптих. Они были куплены его братом на руинах древней Пальмиры и получили название «Ассендельфтских табличек». Церы были изготовлены из бука, а в воск была добавлена смола, чтобы сделать его более тёмным. По формату таблички соответствовали античной книге, то есть были почти квадратными — 14,5 × 12 см. Оборот первой таблички содержал стих поэмы Гесиода «Труды и дни». Он тщательно выписан округлыми и ровными буквами, вероятно, это была пропись, оставленная учителем каллиграфии. На остальных табличках записаны басни Бабрия — «Больной ворон», «Лев и бык», «Куропатка и земледелец», «Укушенный муравьем и Гермес», «Бык и козел», «Лев и лисица». В 1928 году в Алжире были найдены 45 восковых табличек времени вандальского королевства — так называемые «Таблички Альбертини».
Весьма объёмные находки дали раскопки в помпейском доме финансиста Луция Цецилия Юкунда 3—5 июля 1875 года. (Сопоставимыми по объёму были находки в Геркулануме, но они шли на всём протяжении 1930-х годов). Над портиком перистиля дома Юкунда были открыты остатки сундука, в котором хранились 127 диптихов и триптихов, которых большинство. Несмотря на то, что они пострадали от вулканического пепла и частично обуглились, в значительной части их удалось прочитать. Документы, сохранившиеся на этих табличках, относятся в большинстве случаев к 53—62 годам, и только два — к более раннему времени (15 и 27 годы). Помпейские триптихи состоят из табличек, имеющих углубления, заполнявшиеся воском и предназначенные для письма только на 2, 3 и 5-й страницах. На 2 и 3-й страницах писался главный текст документа, затем первая и вторая таблички связывались (вторая и третья страницы оказывались закрытыми), а в специальном желобке посредине гладкой четвёртой страницы пропускался шнурок, скрепляемый печатями сигнаторов — свидетелей, присутствовавших при заключении сделки, причем каждый из них ставил свою подпись рядом со своей печатью, чернилами по дереву. Главным типом документов, хранившихся в доме Цецилия Юкунда, были расписки, квитанции об уплате, и т. д.
Таблички играли существенную роль в процессе создания античных книг. Здесь находил воплощение первоначальный авторский замысел, набрасывались отдельные части произведения. Лишь после тщательной отделки литературное произведение переносилось на папирус («харту») или пергамент. Иногда отделка произведения была не очень тщательной, и это вело к неточностям и ошибкам. Именно таково происхождение многочисленных погрешностей в «Естественной истории» Плиния Старшего.

## Средние века и Новое время

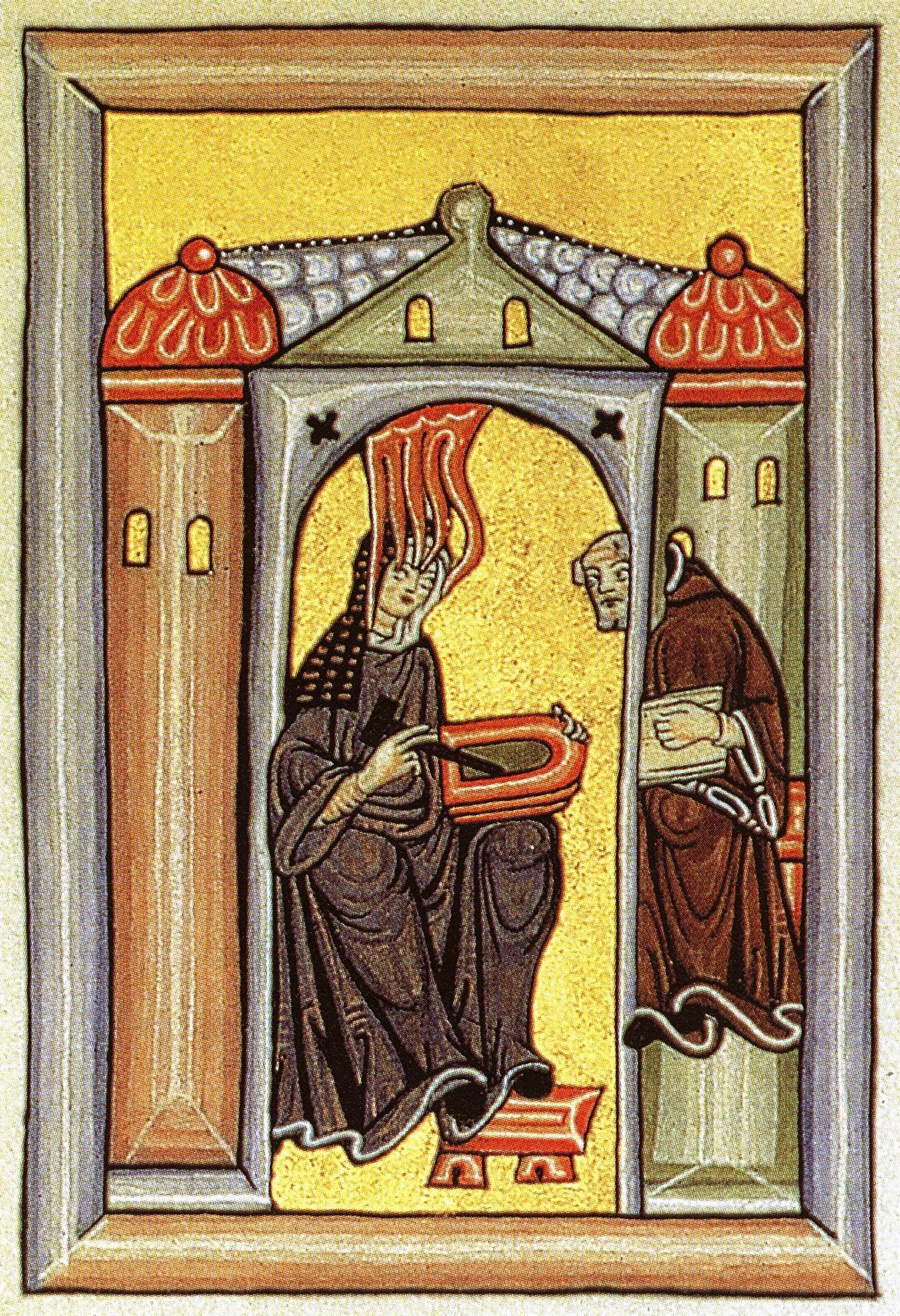
Хильдегарда Бингенская обретает божественное вдохновение и диктует своему писцу (справа). Характерна изменившаяся форма таблички — закруглённая в верхней части. Миниатюра из рукописи Liber Scivias

Произведения средневековой литературы и живописи свидетельствуют, что восковые таблички, практически не изменившись со времён античности, продолжали активно использоваться в прежнем качестве. Достаточно многочисленны упоминания о них в период XI—XII веков. Фламандский хронист Гальберт из Брюгге (ум. 1134) на основании делавшихся на них ежедневных заметок написал своё историческое сочинение «О вероломном нападении, предательстве и убийстве преславного Карла, графа Фландрского». Аббат Гериман Турнейский (1095—1147) упоминал об использовании им цер в качестве материала для своих трактатов. Сохранилось изображение церковной писательницы Хильдегарды Бингенской (1098—1179), которая диктует данное ей откровение, сверяясь со своими записями на церах. Канцелярия французских королей использовала восковые таблички ещё в XIV веке.
Восковые таблички активно использовались и в более поздний период. В австрийском Энсе сохранились церы из городского архива с сервитутными записями от 1500 года, при этом они продолжают документы, начатые ещё в 1447 году. Сохранились 10 деревянных табличек форматом 375 × 207 мм и толщиной в 90 мм. Левая табличка диптиха содержит кредитные записи, сделанные на пергаменте или бумаге, а данные о задолженностях писались на воске, и после погашения стирались. Воск на этих табличках тёмно-бурый, он содержит сажу и 5—10 % масла.
В Германии для повседневных деловых записей церы использовались до самого XIX века. Администрация соляных промыслов в Швебиш-Халль употребляла их ещё в 1812 году. Во французском Руане восковые таблички использовались по крайней мере до 1860-х годов, хорошо документировано их применение на рыбном рынке в 1849 году.

## В Древней Руси
Долгое время существовало мнение палеографа академика Е. Ф. Карского, высказанное в 1928 году, о том, что Русь не знала письма по воску. Оно было отвергнуто после многочисленных находок в Новгороде и других древнерусских городах стилосов (они назывались «писа́лами»). Такие инструменты (их в одном только Новгороде найдено около 250) имеют обязательную лопаточку, бесполезную для берестяного письма. Всего до 2000 года обнаружено 12 цер, некоторые из них на обороте и на бортиках снабжены азбукой, что указывает на их использование в обучении письму. Самые древние образцы относятся к XI веку. На одной цере сохранились остатки воска с фрагментами написанного. Все прежние находки имеют небольшой размер, будучи подобиями позднейших записных книжек. Среди находок и древнейшая русская книга — «Новгородский кодекс». В 2008 году была найдена ещё одна цера.
Из найденных в Новгороде табличек выделяются три из Троицкого раскопа (слой второй половины XIV века). Они имеют ближайшие аналоги в материалах ганзейских городов, в частности, Любека и обнаружены на одной из усадеб в составе других западноевропейских предметов. По мнению Е. А. Рыбиной, церы не были в постоянном и повсеместном употреблении в средневековом Новгороде, их применение было локальным и носило частный характер. Почти половина из известных в Новгороде цер сосредоточена на усадьбах Людина конца в слоях XII века, где обнаружено скопление берестяных грамот, а также зафиксировало существование профессионального писца. Не исключено, что здесь было организовано и обучение грамоте, для чего использовались церы. В целом же, в отличие от Западной Европы, на Руси церы практически не употреблялись, поскольку здесь для повседневных деловых, бытовых и других записей активно применялась берёста, о чём свидетельствуют многочисленные находки берестяных грамот в Новгороде и ещё в 8 древнерусских городах.